# Église Saint-Jean-Baptiste de Mouguerre Elizaberry
L'église Saint-Jean-Baptiste de Mouguerre Elizaberry est une église située à Mouguerre dans les Pyrénées-Atlantiques. Dédiée à saint Jean-Baptiste, elle dépend du diocèse de Bayonne, Lescar et Oloron et appartient à la paroisse Saint-Pierre de Nive-Adour.
Située dans le quartier d'Elizaberry (église neuve en basque), elle est placée sous le même vocable que l'église de Mouguerre bourg : l'église Saint-Jean-Baptiste de Mouguerre (bourg).

## Histoire
Édifiée à partir de 1655, l'église paroissiale d'Elizaberry a connu de nombreux remaniements au cours du XIXe siècle. Dans des textes datant du XVIIe siècle, elle est citée sous le nom d'église neuve succursale de Biouret.
D'après le cadastre de 1831, la sacristie se trouvait initialement au nord, contrairement à son emplacement actuel au sud, ce qui suggère qu'elle a été reconstruite ultérieurement.

## Architecture

### Architecture extérieure
L'édifice se compose d'un porche surmonté d’une salle haute précède l’église sur l’élévation occidentale. Son toit, comme celui de la sacristie, est en appentis. Le clocher est de type clocher-mur à deux baies et chevet à trois pans.
Le cimetière entourant l’église offre de très beaux exemples de stèles discoïdales.

### Architecture intérieure
La nef unique présente sur trois côtés une tribune en surplomb en bois accessible par un escalier en bois à volée droite. Dans le chœur, on peut observer un retable de la deuxième moitié du XVIIe siècle ainsi qu’une statue de la Vierge à l'Enfant.

## Protection et label
L'église n'est pas protégée par les monuments historiques.